# Bedem ljubavi
Bedem ljubavi hrvatski je mirotvorni pokret, kojeg su 1991. godine osnovale majke, želeći spasiti svoje sinove iz JNA.
Osnivanje Pokreta majki za mir Bedem ljubavi dogovoren je na velikom skupu roditelja u dvorani Globus u Zagrebu 25. kolovoza 1991. godine. Skup je organizirala hrvatska katolička aktivistica Ružica Ćavar, kojoj su dvojica sinova također onda bili u JNA.
Bile su suorganizatorice masovnog prosvjeda pred Komandom JNA u Zagrebu, koji je kulminirao organiziranim odlaskom u Beograd 29. kolovoza 1991. gdje su članice Bedema tražile puštanje Hrvata i ostalih ne-Srba iz JNA. Nakon toga je 3 000 žena prosvjedovalo u Bruxellesu 3. rujna 1991. za puštanje hrvatskih mladića iz JNA, za mir i pomoć Hrvatskoj. U Beogradu su doživjele nekulturno ponašanje i vrijeđanje, a u Bruxellesu kulturnije ponašanje, ali i nerazumijevanje. U Bonnu, tada glavnom gradu Njemačke, molile su se za mir u katedrali.
Djelovale su humanitarno i pomagale izbjeglicama iz Hrvatske i BIH te hrvatskim ranjenicima.